# 拉費里埃城堡
拉費里埃城堡，又名亨利·克里斯多夫城堡，是在海地北部一個大山頂堡壘大約在海地角以南17英里（27公里）的城市米洛鎮的山頂。它是美洲最大的要塞之一，由聯合國教科文組織在1982年定為世界遺產，山頂要塞本身已成為海地的一個圖標。城堡是由亨利·克里斯托夫在19世紀初下令興建。

## 歷史
拉費里埃城堡是巨大的石造堡壘，在1805年至1820年間由100000個工人建造，旨在保護新獨立的海地免受法國入侵。城堡建在內陸幾英里，高910米的L'Eveque山。在晴朗的日子，可眺望古巴東部海岸。
要塞配備有365門不同大小的大砲，由於它的建築穩固，要塞經受住了多次地震，後來因法國的不會再來，它最終被放棄。
城堡是防禦工事，其中包括雅克堡和亞歷山大堡，建在俯瞰太子港的山區，由让-雅克·德萨林下令興建，以保護新的海地抵抗法國攻擊。克里斯托夫計劃，如法國入侵，先在沿海燒毀有軍事價值的作物和糧食儲備，然後沿著通往城堡唯一的山路設置伏擊。
克里斯托夫於1820年中風，和他的一些部隊譁變，不久之後他自殺。據傳說他用銀製子彈向自己開槍。忠實的追隨者在他身上蓋生石灰和埋葬它在城堡中的一個內部庭院，以防止他人毀損屍體。
估計20000名工人死於工程中。

## 描述
要塞城牆高40米，工人直接在山頂奠下大基石，用生石灰，蜜糖和當地的奶牛和山羊蹄的熟膠添加到砂漿加強粘結力。
要塞內部的大型蓄水池和倉庫被設計成可儲存足夠的食物和水給5000名捍衛者堅守長達一年，堡壘包括國王和他的家人的季度宮殿，因國王也要一起撤往堡壘。其他設施包括地下城，浴室，烤麵包爐。還可以看到是克里斯托夫的兄弟媳婦墓。

## 觀光業
這里也是海地著名觀光點。

## 保護和安全問題
2012年7月海地總統米歇爾·馬德立（Michel Martelly）在訪問城堡之後，嚴厲批評海地國家歷史保護研究所（ISPAN），該組織的任務是保護海地的文化遺產，稱該遺址處於失修狀態，並稱ISPAN的努力“無法接受” ”。他的訪問旨在評估城堡的保護狀態，但他拒絕訪問城堡的上層，認為它們對遊客來說是不安全的。

## 圖片集

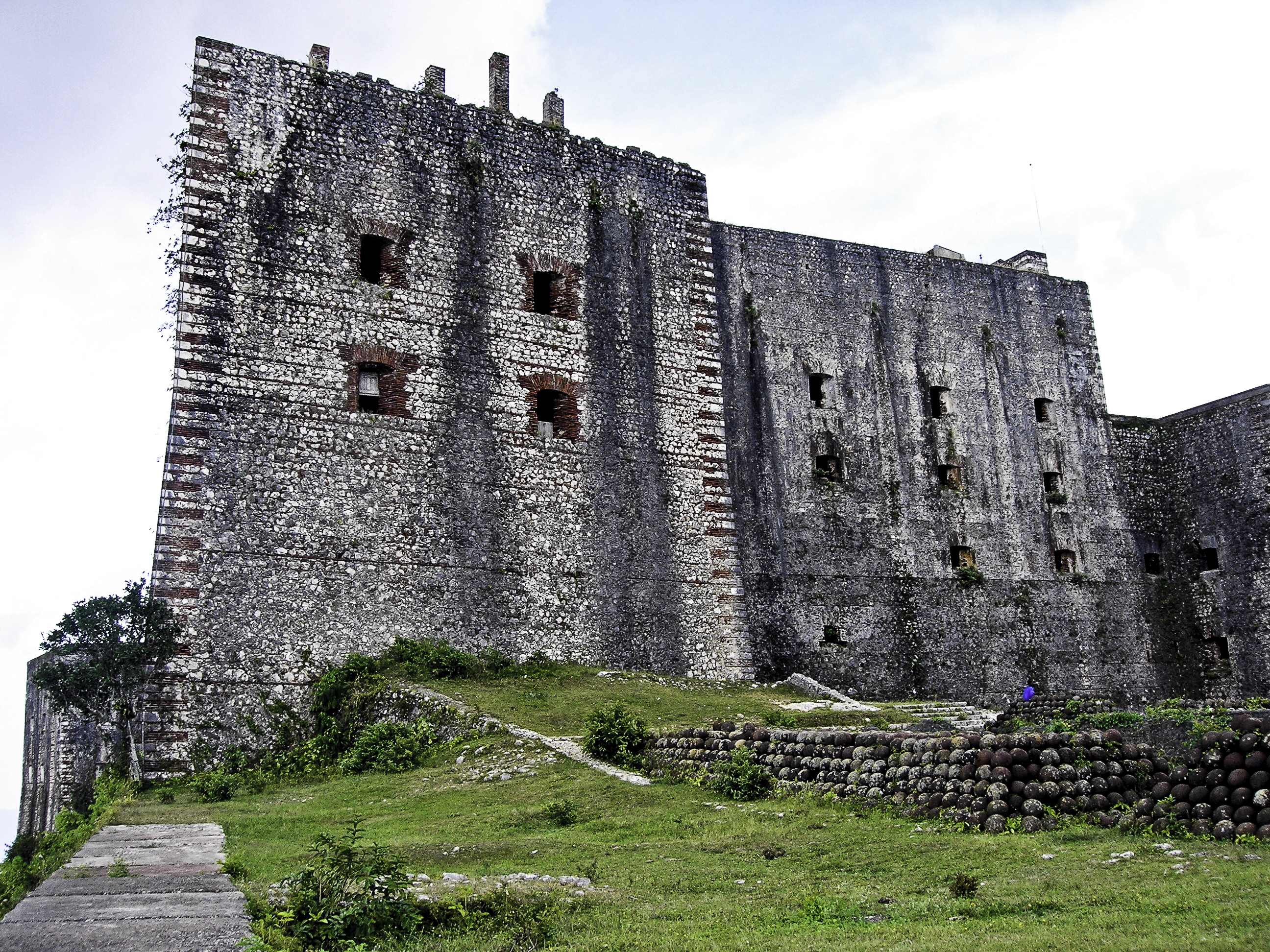
城堡的牆壁
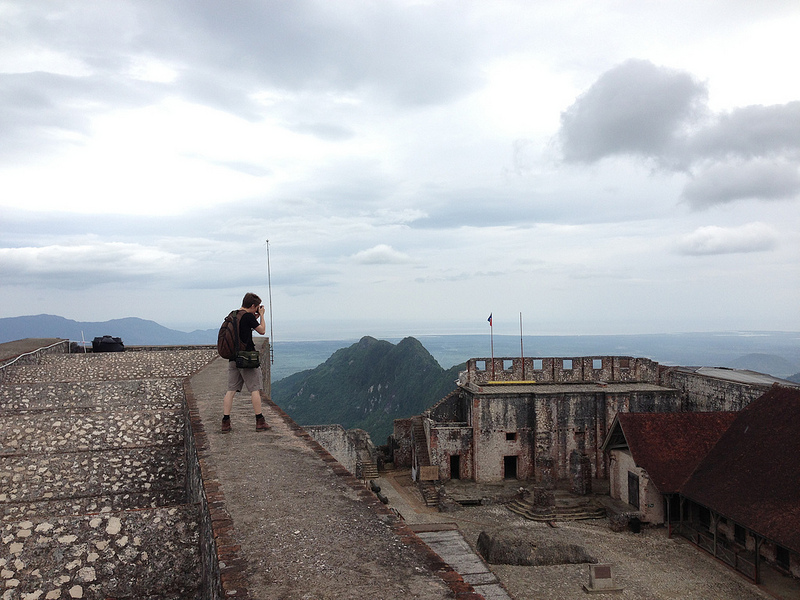
從牆上拍攝
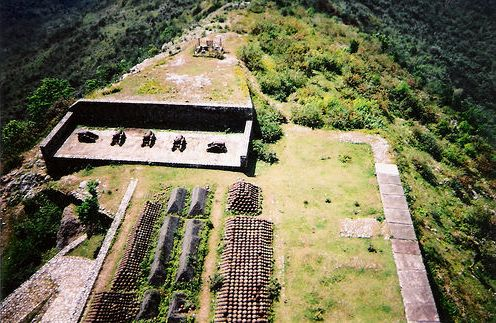
火炮區，從屋頂拍攝
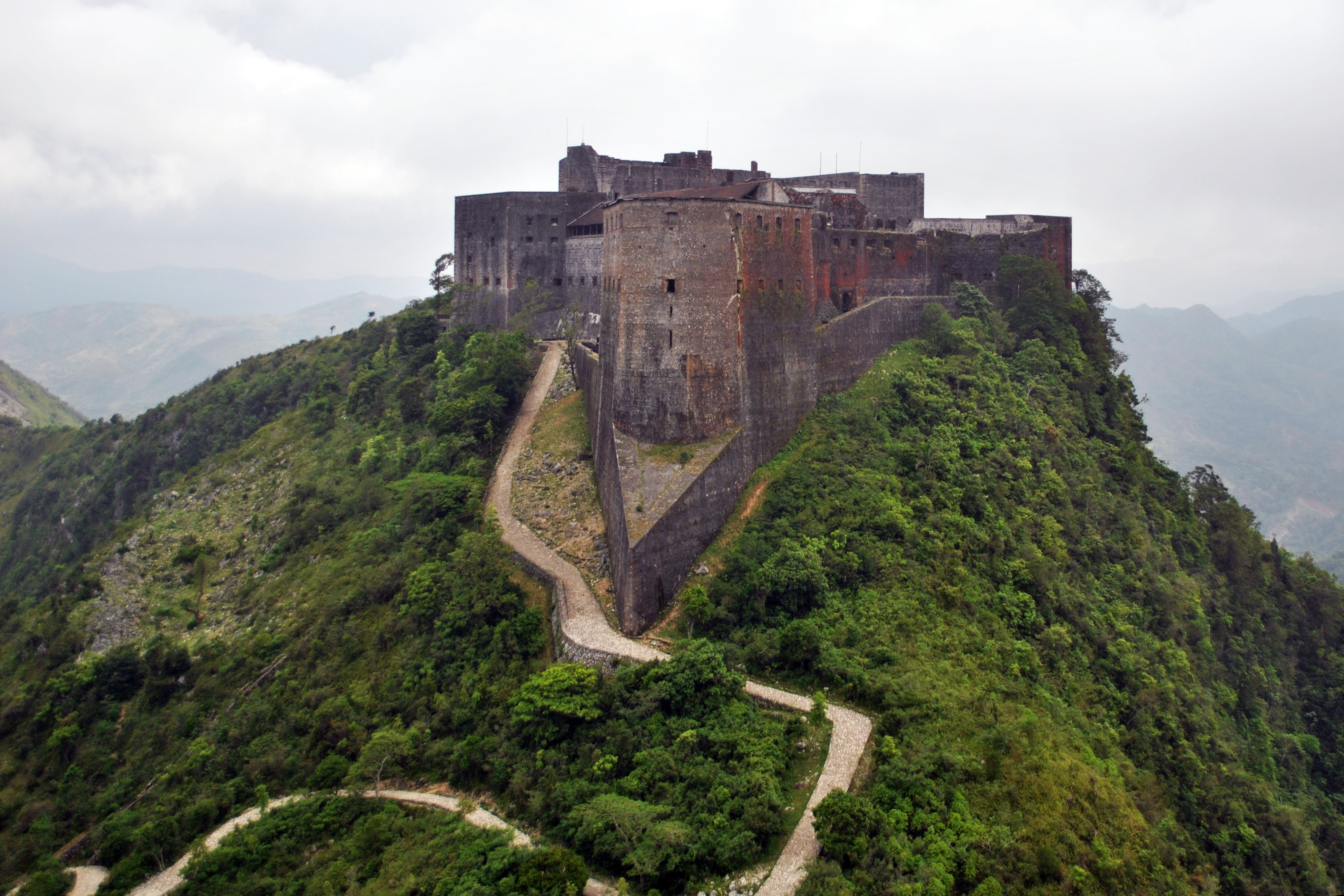
統一反應行動（英语：Operation Unified Response）中，由UH-60黑鷹直升機空中拍攝
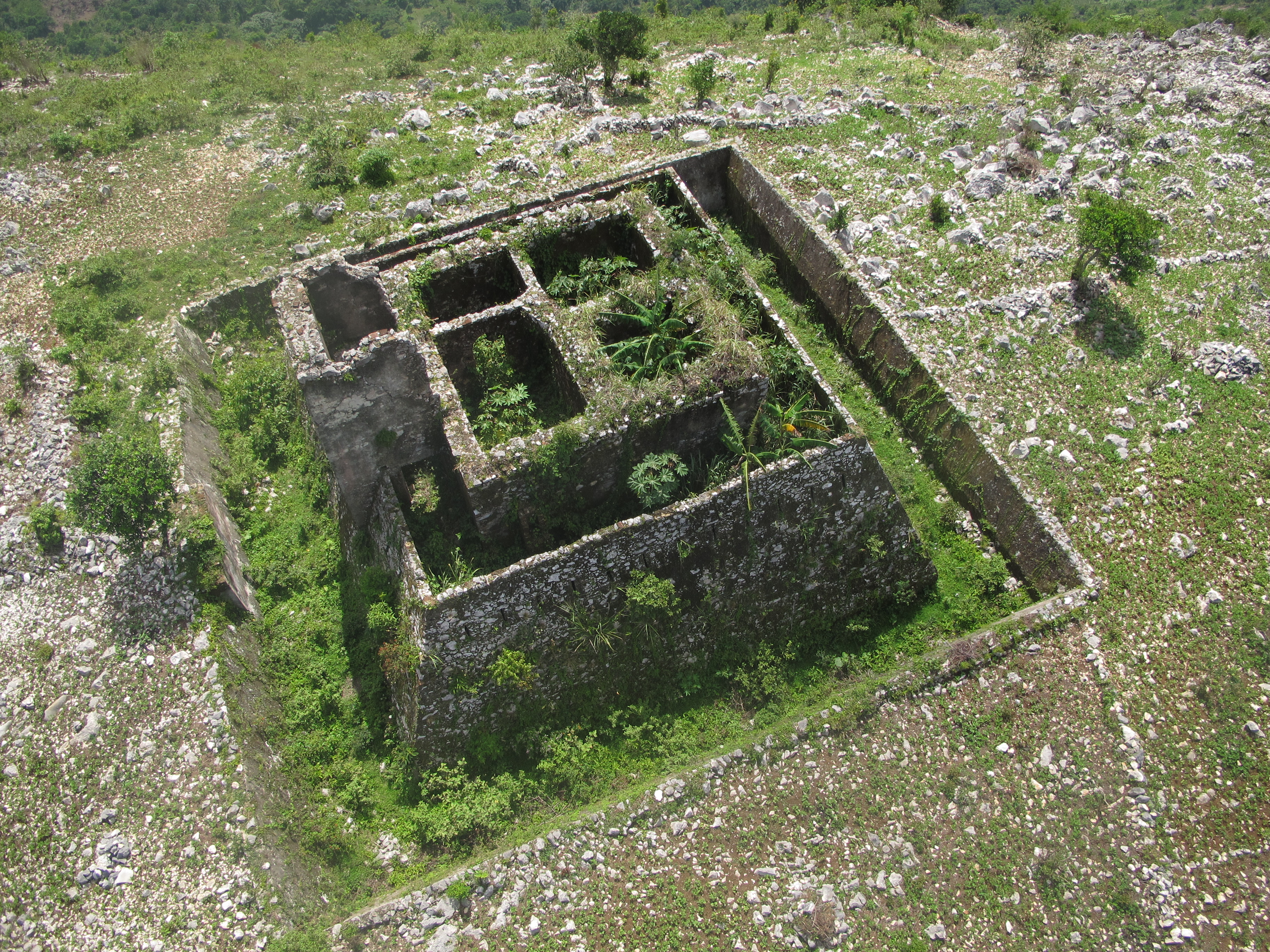
步槍陣地空拍圖